# كلاريس أسعد
كلاريس أسعد (مواليد 9 فبراير 1978)  تاريخ الولادة[وصلة مكسورة] هي ملحنه برازيليه أمريكيه وعازفة بيانو ومنظمه ومغنيه من ريو دي جانيرو. تأثرت بالثقافة البرازيلية الشعبية والرومانسية والموسيقى العالمية والجاز. تنحدر من عائلة موسيقية تضم والدها عازف الجيتار سيرجيو أسعد ، وعمها عازف الجيتار أودير أسعد ، وخالها المغني وكاتب الأغاني بديع أسعد .